# Huragalavadi, Arsikere
Huragalavadi là một làng thuộc tehsil Arsikere, huyện Hassan, bang Karnataka, Ấn Độ.